# Milby
Milby – osada w Anglii, w hrabstwie North Yorkshire, w dystrykcie (unitary authority) North Yorkshire. Leży 26 km na północny zachód od miasta York i 301 km na północ od Londynu.